# CS2D
CS2D (ранее Counter-Strike 2D) — компьютерная игра в жанре командного Top-Down шутера, бесплатный собственнический двухмерный клон популярной игры Counter-Strike компании Valve Software. Вышла через день после выпуска Counter-Strike: Condition Zero. Данная игра отличается от оригинала — она полностью переделана под 2D-измерение (вид сверху, новый геймплей). Начиная с версии 0.1.0.5, игра использует движок BlitzMax.

## Игровой процесс
Counter-Strike 2D — казуальная инди-игра, которая становится очень популярной среди любителей мини-игр Западной Европы.
Все версии игры были написаны на языке Blitz3D, и исходный код некоторых версий доступен на сайте разработчика. Однако ссылки на файлы с исходным кодом находятся на форуме Unreal Software. Никаких лицензий в коде не упоминается, лишь проставлен символ копирайта (©; юридически имеет только уведомительный характер).
Основная идея оригинальной игры не изменилась. Для неё также характерно противостояние двух основных команд — террористов (обозначаются сокращённо литерой Т, выделяются красным цветом) и контр-террористов (обозначаются сокращённо аббревиатурой СТ, выделяются синим цветом). За выполненные миссии или выигранные раунды игрокам команды-победителя начисляются деньги, которые могут быть потрачены на оружие, боеприпасы, бронежилеты, приборы ночного видения и т. д.
Как и в оригинальной Counter-Strike, в зависимости от типа игровой карты, задания могут быть в типах as (убийство/защита именитой персоны), cs (удержание/освобождение заложников), de (взрыв/обезвреживание бомбы), es (побег/преследование), кроме того разработчиками созданы режимы ctf (захват вражеского флага и защита флага своей команды; англ. capture the flag), модификация «зомби» (заражение) и dom (доминирование), dm (deathmatch, «бой насмерть»). Для некоторых модификаций задания и типы карт могут различаться.

## Разработка
Несмотря на то, что игра разрабатывается с 2004 года, она периодически получает обновления. Так 22 ноября 2015 года игра официально вышла из стадии беты. В апреле 2017 «Counter-Strike 2D» игра была переименована в «CS2D» и с версии 1.0.0.3 новое название стало официальным. 16 ноября CS2D стала доступна в сервисе Steam .

## Настройка и установка выделенного сервера
Несмотря на кажущуюся простоту механики игры, она построена почти на тех же алгоритмах и принципах, что и Counter-Strike, вследствие чего стала даже возможна установка выделенного сервера.

## Отзывы и награды
Летом 2018 года, благодаря уязвимости в защите Steam Web API, стало известно, что точное количество пользователей сервиса Steam, которые играли в игру хотя бы один раз, составляет 780 433 человека.
Игра заняла первое место в инициативе Steam Greenlight по количеству голосов "За" (с более чем 12600 голосов). Игра получила награду "Более чем 1000000" за количество активаций отдельными пользователиями. 